# Base aérienne 133 Nancy-Ochey
La base aérienne 133 Nancy-Ochey « Henry Jeandet », de l'Armée de l'air française, est située dans les communes d'Ochey et de Thuilley-aux-Groseilles, au sud de Toul et à l'ouest de Nancy, dans le département de Meurthe-et-Moselle, région Lorraine.
Créée en 1915 après l'expropriation de 150 hectares de terres cultivées, il s'agit de l'une des bases aériennes françaises les plus anciennes.
La base abrite la 3e escadre de chasse dont les escadrons volent tous avec le chasseur spécialisé dans l'attaque au sol Mirage 2000D :
- Escadron de chasse 1/3 Navarre
- Escadron de chasse 2/3 Champagne
- Escadron de chasse 3/3 Ardennes
- Escadron de transformation Mirage 2000D 4/3 Argonne

S'y trouvent aussi l'Escadron de soutien technique aéronautique 15.003 « Malzéville » et l'escadrille « Air jeunesse ».
Cette base aérienne abrite des éléments rattachés et diverses stations radars disséminées dans la région Est. L'ancienne base de Toul-Rosières est rattachée à la BA 133 depuis 2004. L'ancienne base aérienne 128 Metz-Frescaty est sous l'autorité du commandant de la BA 133 depuis sa fermeture en 2012.

## Histoire

### Première Guerre mondiale
Les premiers aéronefs militaires s'installent en septembre 1915.
Pendant la Première Guerre mondiale, la vocation du terrain est purement opérationnelle, compte tenu de son implantation au plus près de la ligne de front.
Entre 1915 et 1918, les escadrilles suivantes sont passées par le terrain d'Ochey :
- BR 11 « La Cocotte » du 17 au 20 octobre 1918[4]
- SPA 12 « Cigogne » du 6 au 23 septembre 1918[5]
- SOP 29 du 12 novembre 1916 au 5 décembre 1916 et du 26 mai 1917 au 12 juillet 1917[6]
- SPA 31 du 5 au 11 novembre 1918[7]
- SPA 37 du 6 au 23 septembre 1918[8] (aujourd'hui quatrième escadrille de l'Escadron de chasse 1/91 Gascogne)
- SAL 58 du 21 octobre au 5 novembre 1918[9] (en 2015 première escadrille de l'EDCA 1/36 Berry)
- SPA 73 du 8 au 24 septembre 1918[10]
- SPA 81 « Lévrier » du 6 au 23 septembre 1918[11] (aujourd'hui troisième escadrille de l'Escadron de chasse 2/4 La Fayette)
- SPA 85 du 8 au 24 septembre 1918[12]
- SPA 93 du 7 au 23 septembre 1918[13] (aujourd'hui première escadrille de l'Escadron de chasse 2/30 Normandie-Niemen)
- SPA 95 du 30 septembre au 30 octobre 1918[14] (l'escadrille est aujourd'hui basée en à Nancy-Ochey en tant que première escadrille de l'Escadron de chasse 1/3 Navarre)
- SPA 96 (aujourd'hui quatrième escadrille de l'Escadron de chasse 2/4 La Fayette)
- SPA 97 (aujourd'hui deuxième escadrille de l'Escadron de chasse 2/30 Normandie-Niemen
- BR 117
- BM 118 / VR 118 du 5 février à juillet 1916 et du 4 au 21 février 1917[15]
- BM 119 du 16 février au 6 décembre 1917[16]
- BM 120 du 12 novembre 1916 au 5 mars 1917 et du 15 avril au 5 novembre 1917[17]
- BM 121
- MF 123 / SOP 123 du 12 novembre au 5 décembre 1916, du 6 février au 14 avril 1917 et du 16 mai au 1er octobre 1917[18]
- VB 125
- BR 129 du 12 novembre 1918 à avril 1919[19]
- F 130 du 9 mars au 17 avril 1917[20]
- SPA 154 du 5 au 11 novembre 1918[21]
- SPA 165 du 6 au 11 novembre 1918[22]
- SPA 172
- HD 174
- MF 201
- BR 239
- RXI 240 du 14 au 15 novembre 1918[23]
- BR 269

### Entre les guerres
Le terrain d'Ochey est abandonné après la Première Guerre mondiale. Les équipements sont démontés et transférés à Étampes, dans l'Essonne.
Le terrain sert occasionnellement aux pilotes de la base de Nancy-Essey.

### Base de l'Armée de l'air en 1939
Le terrain reprend vie le 25 septembre 1939 avec l'arrivée des premières unités de l'Armée de l'air.
Le Groupe de Reconnaissance I/54 s'y installe entre le 6 et le 20 septembre 1939.
Le Groupe de Chasse III/3 sur MS-406 opère depuis Ochey entre septembre et avril 1940.
Le Groupe de Chasse I/2 est également déployé avec ses MS-406 vers le début de 1940.
Le Groupe de Reconnaissance I/22 et ses Potez 63-11 y fit halte pendant deux jours, du 12 au 14 juin 1940

### Utilisation allemande pendant la Seconde Guerre mondiale
Le terrain fut capturé par les troupes allemandes en juin 1940. La Luftwaffe n'y installa aucune unité avant avril 1943, date de l'arrivée d'unité de planeurs, la Luftlandegeschwader 2 (LLG 2), équipée de planeurs Gotha Go 242 et de bombardiers moyens Heinkel He 111 (utilisés pour tracter les planeurs). La LLG 2 quitta le terrain en juin 1943, et la Luftlandegeschwader 1 s'y installa à partir du mois de septembre. La LLG 2 était équipée de planeurs DFS 230 et de bombardiers Dornier Do 17. Les unités de planeurs restèrent à la base jusqu'en août 1944.
Au printemps 1944, la Luftwaffe se trouvait en position défensive, tentant de protéger le Reich allemand de la campagne de bombardement stratégique alliée. Les chasseurs Messerschmitt Bf 109G de la Jagdgeschwader 26 (JG 26) furent donc déployés à Nancy afin d'intercepter les assauts aériens alliés.
La JG 26 stationna à Nancy jusque juin 1944, et fut remplacée par la Kampfgeschwader 53 (KG 53) revenue du front russe et dont les He 111 furent utilisés pour lancer des missiles V1 contre l'Angleterre. La KG 53 quitta Nancy à la fin de l'été, reculant devant l'avancée des troupes alliées.

### Utilisation par les Alliés
Le terrain de Nancy fut libéré par les forces alliées le 20 août 1944. Presque aussitôt, le 826th Engineer Aviation Battalion du IX Engineering Command de l'USAAF commença à déminer le terrain et à le remettre en état en vue d'une future utilisation par l'aviation américaine. La base devint une base de la 9th Air Force américaine et fut désignée Advanced Landing Ground A-96 Toul/Ochey Airfield le 29 août.
Le 50th Fighter Group (en) s'y installa le 3 novembre 1944 avec ses trois escadrilles de P-47 Thunderbolt. Une autre unité, le 415th Night Fighter Squadron (en) de la Twelfth Air Force, s'y installa avec ses Bristol Beaufighter de novembre 1944 à mars 1945, menant des missions de chasse de nuit contre la Luftwaffe.
Après l'Armistice, la base devient un point de rassemblement des appareils allemands capturés dans le cadre de l'Opération Lusty. Divers appareils à réaction et à hélices y furent convoyés et stockés à Ochey avant d'être transportés à Cherbourg et embarqués à destination des États-Unis. L'opération Lusty s'acheva progressivement à la fin de 1945, et les américains commencèrent à évacuer leur personnel et leur matériel. Le contrôle de la base fut rendu à la France le 5 novembre.

### Pendant la guerre froide
Les travaux pour réaliser une base permettant d'accueillir une escadre de chasse de l'Armée de l'air débutent en 1950.
Le terrain d'Ochey est d'abord utilisé en tant que base de dispersion au profit des appareils de l'United States Air Forces in Europe.
Le ravitaillement en carburant aviation est assuré par le réseau d'oléoducs en Centre-Europe de l'OTAN.

### Base de chasse de l'Armée de l'air
La 8e escadre de chasse occupe brièvement la base jusqu'en décembre 1961. Elle est alors remplacée par la 7e escadre de chasse, en Mystère IV A.
La Base aérienne 133 est officiellement créée le 12 janvier 1962 avec le commandant Henry Jeandet comme nom de baptême.
Le public peut assister le 16 juin 1963 à la première journée de portes ouvertes de la base.
En août 1967, la 3e escadre de chasse, forte de deux escadrons, les 1/3 Navarre et 2/3 Champagne, quitte la base de Lahr en Allemagne pour prendre ses quartiers à Nancy. L'escadre vole alors en Mirage III E.
La 3e escadre se voit adjoindre un troisième escadron quand le 6 septembre 1974, l'escadron de chasse 3/3 Ardennes, sur Mirage 5 F, est créé.
Le Centre d'Entraînement au Vol Sans Visibilité 338 et ses T-33 A est à Nancy entre le 1er juin 1973 et le 1er juillet 1982.
L'Escadron de défense sol-air 9/950 « Vaucouleurs » est créé le 1er janvier 1967. Chargé de la défense anti-aérienne de la base il est équipé de canons bitubes de 20 mm et de missiles Crotale.
Pendant quelques années, à partir du 30 août 1991, le 2/3 Champagne vole en Mirage 2000 N.
Trois années plus tard, le 30 mars 1994, la base reçoit le premier Mirage 2000 D au 1/3 Navarre. Les derniers Mirage III E quittent Nancy le 16 mai 1994.

### Années 2000

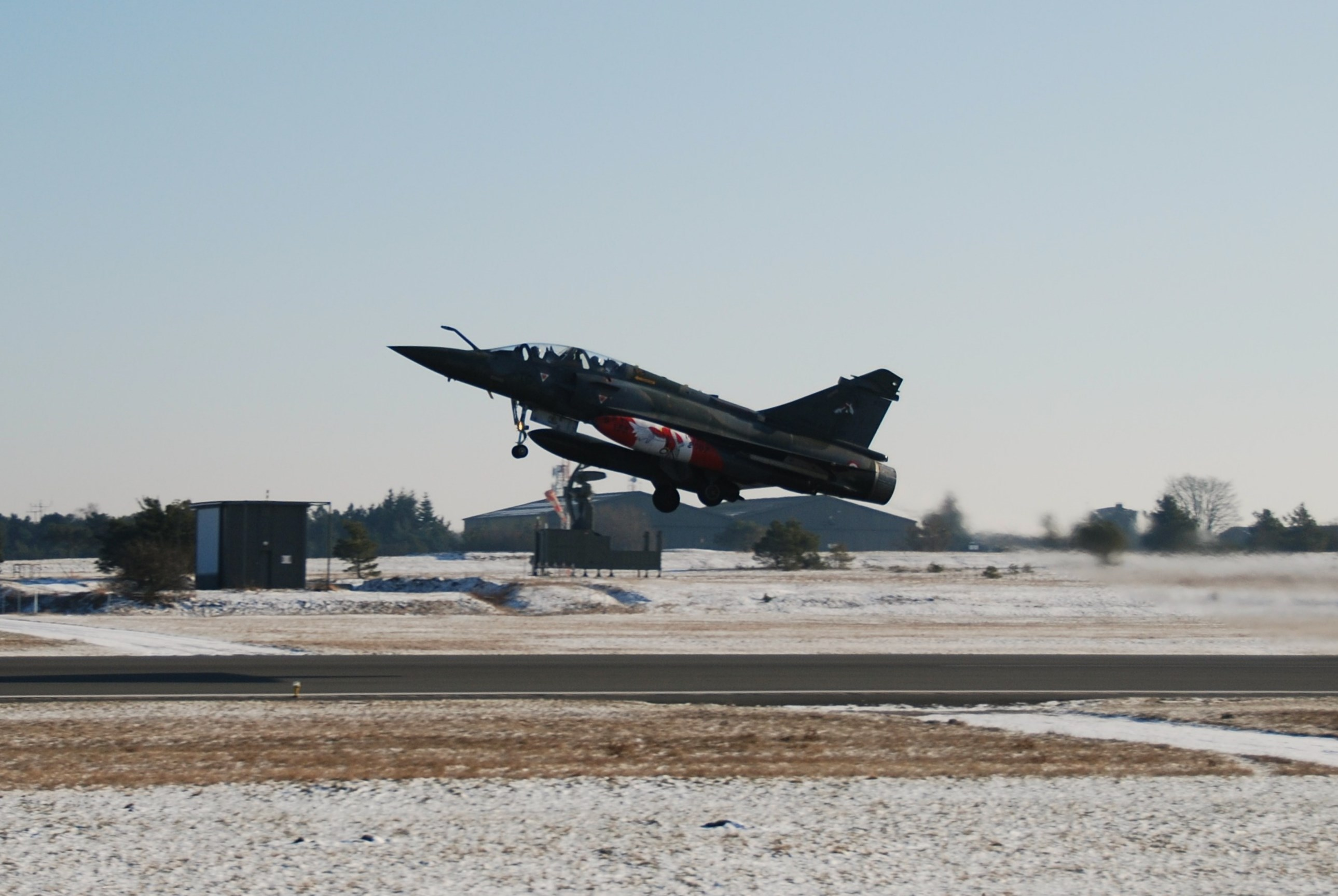
Décollage d'un Mirage 2000D de la SPA 153 depuis la BA 133.

Les chasseurs de la Base aérienne 133 sont présents en Afghanistan de 2002 à  2012(voir Forces françaises en Afghanistan). Un Mirage 2000 D y est accidenté le 24 mai 2011. Ce sont aussi les derniers appareils de chasse français à revenir d'Afghanistan, le 10 juillet 2012.
Les Mirage 2000 D de la BA 133 sont parmi les premiers avions de chasse français, avec les Rafale de la base aérienne 113 Saint-Dizier-Robinson, à être déployés dans le ciel libyen, lors de la Guerre civile libyenne de 2011, que ce soit depuis la BA 133 elle-même ou depuis la base aérienne 126 Solenzara, en Corse puis depuis la base aérienne de Souda en Crète.
Dès le 11 janvier 2013, les Mirage 2000 D de la BA 133 participent à des missions d'attaque au sol au Mali dans le cadre de l'Opération Serval. Une partie de ces Mirage était déjà détachée au Tchad dans le cadre de l'Opération Épervier ; ils opèrent avec des Rafale (en configuration d'attaque au sol) et des Mirage F1-CR (reconnaissance). En février 2013, les Mirage 2000 D ainsi que des F1-CR ont été redéployés sur Bamako (Mali). À partir d'avril 2013, les Mirage F1-CR rentrent en France pour l'entraînement des équipages.
En décembre 2013, les trois Mirage 2000 D rejoignent les Rafale à N'Djamena au Tchad.
Les 5 et 6 juillet 2014 se déroula un meeting de l'air en partenariat avec la FOSA.
La 3e Escadre de chasse est recréée sur la base lors d'une cérémonie, le 5 septembre 2014.

### Accident de la base de Los Llanos en 2015
Le 26 janvier 2015, sept militaires de la base de Nancy-Ochey dont quatre officiers décèdent en Espagne lorsqu'un avion de combat F-16 de la force aérienne grecque s'écrase au décollage de la base d'Albacete, au cours d'un exercice aérien de l'OTAN. L'accident fait au total onze morts : les deux pilotes grecs de l'appareil ainsi que neuf aviateurs français tués au sol. Il s'agit du plus grave accident de l'histoire de l'OTAN en dehors d'une zone de conflit, et l'un des plus graves au sein de l'Armée de l'air française.

### Crash d'un Mirage 2000D dans le Jura en 2019
Le 9 janvier 2019, en matinée, le signal d'un Mirage 2000D de la base de Nancy-Ochey disparaît des radars alors qu'il survolait le département du Jura. Le lendemain, les deux membres d'équipage – le capitaine Baptiste Chirié et le lieutenant Audrey Michelon – sont retrouvés morts.

### Collision de deux avions Rafale le 14 août 2024
Deux avions Rafale de l’Escadron de transformation 3/4 « Aquitaine » de la base aérienne 113 de Saint-Dizier sont entrés en collision, au-dessus de Colombey-les-Belles, lors d’une manœuvre de combat au retour d’une mission de ravitaillement en Allemagne.

## Escadrilles Air-Jeunesse (EAJ)
La base aérienne accueille 120 jeunes équipiers (appelés cadets de la défense) issus de classes de 3e et de 2de du Toulois et de Nancy dans le cadre du dispositif des Escadrilles Air-Jeunesse (EAJ depuis 2019).

## Affaires judiciaires
Cinq plaignants de la base aérienne 133 Nancy-Ochey, deux femmes et trois hommes, de tous les grades dont un pilote ont déposé plainte en 2021 au parquet de Metz pour « harcèlement moral ». Les plaintes concernant les femmes évoquent des propos inappropriés, en particulier lorsque celles-ci sont enceintes. Il est également indiqué des obligations de participation à des réunions dans des salles décorées de photos de femmes nues. Une militaire qui a refusé de montrer ses seins est « mise de côté », certains gradés expliquant « que cela favorisait l'intégration ». Par ailleurs une militaire indique : « Le premier jour où je suis arrivée, on m'a traitée de pute. Je me suis dit que c'était une mauvaise blague. Chaque jour, je me suis dit que c'était une autre mauvaise blague. »,. 
Un homme, sergent mécanicien, raconte que le harcèlement subi commence avec des remarques homophobes, des claques, des insultes, son travail est systématiquement critiqué. En 2014, il est forcé à boire, tabassé, il reçoit des fessées déculottées. Son crâne est partiellement rasé, les cheveux laissés forment le dessin d'un phallus. Il quitte l'armée en 2019 et porte plainte auprès de la plateforme Thémis. À la suite de celle-ci, huit militaires de la base aérienne de Nancy-Ochey sont condamnés en 2022 à de la prison avec sursis.

## Commandants
- Colonel de la Villéon (1961-1964)[35]
- Colonel Rivory (1964-1966)[35]
- Colonel Besset (1966-1968)[35]
- Colonel Payen (1968-1970)[35]
- Colonel Peneau (1970-1972)[35]
- Colonel Huguet (1972-1974)[35]
- Colonel Ortolo (1974-1976)[35]
- Colonel Tronchet (1976-1978)[35]
- Colonel Thiéry (1978-1980)[35]
- Colonel Deveaud (1980-1982)[35]
- Colonel Warmé (1982-1984)[35]
- Colonel Le Patezour (1984-1986)[35]
- Colonel Claude Chrétien (1986-1988)[35]
- Colonel Marc Pirou (1988-1990)[35]
- Colonel Grégoire Diamantidis (1990-1992)[35]
- Colonel Hervé Longuet (1992-1994)[36],[37]
- Colonel Alain Roche (1994-1996)
- Colonel Henri de Roquefeuil (été 1996 - 2 septembre 1999)
- Colonel Patrick de Rousiers (2 septembre 1999 - été 2002)
- Colonel Bernard Metz
- Colonel Dominique de Longvilliers (été 2005 - été 2008)
- Colonel Aubigny
- Colonel Colomb
- Colonel Louis Péna (été 2012- 3 septembre 2014)
- Colonel Olivier Lapray (3 septembre 2014 - 8 septembre 2016)
- Colonel Loïc Rullière (8 septembre 2016 - 12 septembre 2018)
- Colonel Yann Bourion (12 septembre 2018 - 4 septembre 2020)
- Colonel Alexandre Richard (4 septembre 2020 - 3 septembre 2022)
- Colonel Olivier Fix (3 septembre 2022 - 4 septembre 2024)
- Colonel Vincent Repolt (depuis le 4 septembre 2024)[38]